# 浦賀水道
35°12′0″N 139°46′0″E / 35.20000°N 139.76667°E

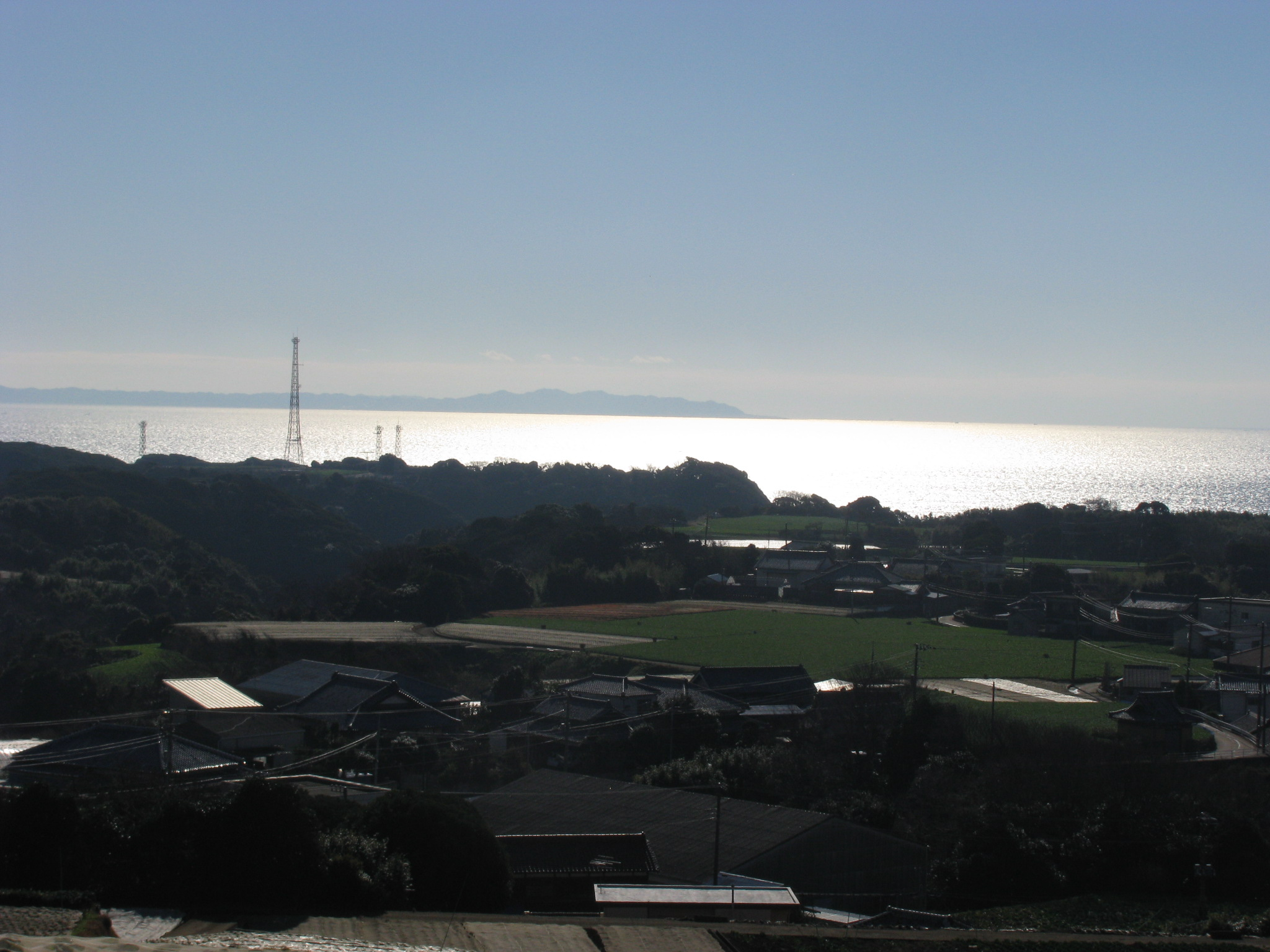
浦賀水道（左）與太平洋（右）交界。
東京灣要塞眺望房總半島

浦賀水道（日语：／）是日本房總半島和三浦半島之間的海峽。

## 概要

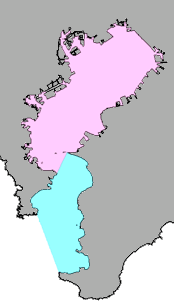
紅色部份為狹義的東京灣，加上浦賀水道（藍色部份）就是廣義的東京灣。
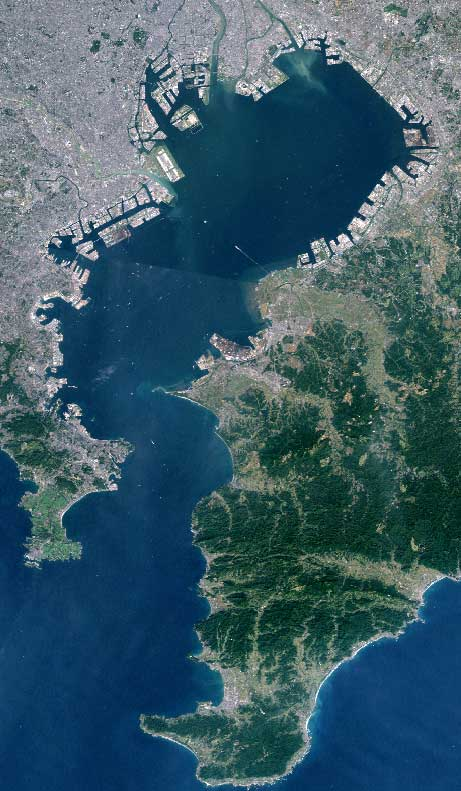
東京灣、浦賀水道的衛星照

東京灣被西面的神奈川縣三浦半島和東面的千葉縣房總半島所包圍，僅南面以浦賀水道與太平洋接壤。狹義的東京灣即是由三浦半島觀音崎及房總半島富津岬所連成的直線以北的範圍，面積約922平方千米；廣義的東京灣則包括浦賀水道，即由三浦半島劍崎和房總半島洲崎所連成的直線以北的範圍，面積約1320平方千米。浦賀水道面積約400平方千米。中央海底有冰河期河川侵蝕所形成的海溝「東京海谷」。作為京濱工業地帶與東京都市圈的海洋玄關口，是海上交通的要衝。

## 歷史
《古事記》與《日本書紀》所記載的日本神話中，日本武尊東征，從相模前往上總時，海突然颳起暴風，船無法航行。妻子弟橘媛投水平息海神之怒，此水路因而稱作馳水（走水）。
鎌倉時代為鎌倉街道之一。之後成為後北條氏與里見氏水軍爭鬥的舞台。
江戶時代，其重要性逐漸增加，1720年於西岸港町浦賀設置奉行所。1853年美國黑船來航後，此地做為橫濱港的重要航路，於1868年啟用日本第一座西式燈塔觀音崎燈塔。
明治時代，做為國防重要海域，政府在浦賀水道建設東京灣要塞，於東京灣交界建設三座海堡。但1923年關東大地震摧毀了第二海堡與第三海堡，後者於2007年8月拆除。
第二次世界大戰後，隨著經濟發展，交通量增加，由於各種船隻擁堵，1977年（昭和52年）設立海上保安廳東京灣海上交通中心（東京MARTIS）進行航行管制。

## 現況
從遊艇與小型漁船，至大型貨物船與軍艦，浦賀水道一日約有400（平成23年）至700艘（平成17年）船隻通過，是世界重要的海上交通路線。由於寬度最小僅6.5公里，加上航行船隻多、潮水很快，是日本周邊航行難度較高的海域之一，常有海難事故。因此，日本增設了專為大型船舶使用的「浦賀航路」。
此外，橫須賀市久里濱港與富津市金谷港之間有東京灣渡輪航行。橫須賀、富津間也有建設東京灣口道路的構想，尚未實行。

## 外部連結
- 维基共享资源上的相關多媒體資源：浦賀水道
- 東京灣海上交通中心 （页面存档备份，存于）